# Ірина Рима Макарик
Іри́на Ри́ма Мака́рик (англ. Irena Rima Makaryk; нар. 29 червня 1951, Торонто) — канадська літературознавиця, театрознавиця, поетеса, перекладачка українського походження. Професор англійської літератури й історії театру в Оттавському університеті. Член Об'єднання українських письменників «Слово». Одна з ініціаторів заснування кафедри україністики в Оттавському університеті, організаторка багатьох конференцій на українську тематику.

## Біографія

Обкладинка українського видання «Перетворення Шекспіра: Лесь Курбас, український модернізм і радянська культурна політика 1920-х років»

Ступені бакалавра, магістра й доктора наук здобула в Торонтському університеті. Нині професор англійської літератури та історії театру в Оттавському університеті (Оттава, Канада), заступниця декана докторських і постдокторських студій (до 1 липня 2011). 
Сфера наукових зацікавлень: шекспірознавство, радянський авангардний театр, війна й культура, творчість Леся Курбаса, модернізм. 
Входить до Асоціації шекспірознавців Америки (Shakespeare Association of America), Міжнародної шекспірівської асоціації (International Shakespeare Association), Канадської асоціації славістів (Canadian Association of Slavists), Канадської асоціації викладачів англійської мови (ACCUTE — Association of Canadian College and University and Teachers of English), Асоціації сучасних мов (MLA — Modern Language Association). 
Авторка й редакторка, зокрема, книжок «Comic Justice in Shakespeare» (1980), «About the Harrowing of Hell: A Ukrainian Play in Its European Context» (1989), «Encyclopedia of Contemporary Literary Theory» (1993), «Shakespeare in Canada» (2002), «Shakespeare in the Worlds of Communism and Socialism» (2006). Остання книжка — «Modernism in Kyiv: Jubilant Experimentation» (2010) 2010, співавтор). 

## Монографії
- Перетворення Шекспіра. Лесь Курбас, український модернізм і радянська культурна політика 1920-х років / Пер. з англ. Микола Климчук. — К.: Ніка-Центр, 2010. — 348 с.: 41 іл.
- Shakespeare in the Undiscovered Bourn: Les Kurbas, Ukrainian Modernism, and Early Soviet Cultural Politics. — Toronto: University of Toronto Press, 2004.
- About the Harrowing of Hell: A Seventeenth-century Ukrainian Play in Its European Context. — CIUS and Dovehouse Editions, 1989.

## Редактура
- Modernism in Kyiv: Jubilant Experimentation / Eds. and co-authors Irena R. Makaryk and Virlana Tkacz. — Toronto: U of Toronto P, 2010.
- Shakespeare in the Worlds of Communism and Socialism / Eds. Irena R. Makaryk and Joseph G. Price. — Toronto: University of Toronto Press, 2006.
- Shakespeare in Canada: A world elsewhere? / Eds. Irena R. Makaryk and Diana Brydon. — Toronto: University of Toronto Press, 2002.
- Encyclopedia of Contemporary Literary Theory / Ed. and compiler Irena R. Makaryk. — Toronto: University of Toronto Press, 1993.
- Поза традиції: антологія модерної української поезії в діяспорі (Beyond Tradition: An Anthology of Modern Ukrainian Poetry in the Diaspora) / Eds. Bohdan Boychuk, Irena R. Makaryk, Danylo H. Struk and John Fizer. — Edmonton: CIUS, 1993. — 473 pp.
- «Living record»: Essays in Memory of Constantine Bida / Ed. by Irena R. Makaryk. — University of Ottawa Press, 1991.